# Breunsberg
Breunsberg ist ein Gemeindeteil der Gemeinde Johannesberg im unterfränkischen Landkreis Aschaffenburg in Bayern.

## Geographie
Das Dorf Breunsberg liegt an der Kreisstraße AB 13 zwischen Johannesberg und Wenighösbach. Der topographisch höchste Punkt der Dorfgemarkung befindet sich nordwestlich des Ortes an der Kapelle mit 334 m ü. NHN, der niedrigste liegt in der Nähe des Unterafferbacher Sportplatzes auf 196 m ü. NHN.

### Nachbargemarkungen
Folgende Gemarkungen grenzen an das Ortsgebiet von Breunsberg:
|               | Daxberg                                     |              |
| Johannesberg  | Kompassrose, die auf Nachbargemeinden zeigt | Wenighösbach |
| Oberafferbach | Unterafferbach                              |              |

## Geschichte
Am 5. September 1160 wurde Breunsberg erstmals über einen Menelaus, aufgeführt im Nekrolog der Stiftskirche St. Peter und Alexander in Aschaffenburg, urkundlich erwähnt.
Die Gemeinde Breunsberg gehörte zum Bezirksamt Alzenau, das am 1. Juli 1862 gebildet wurde. Dieses wurde am 1. Januar 1939 zum Landkreis Alzenau in Unterfranken. Mitte des 20. Jahrhunderts kam es zum Bau der Schule in Breunsberg (die heute als Kindergarten genutzt wird), sie wurde am 15. Mai 1955 eingeweiht. 
Am 1. Juli 1972 wurde im Rahmen der Gebietsreform in Bayern die Eingemeindung nach Johannesberg vollzogen.

## Kapelle
Gebaut wurde die Kapelle auf dem Hartigbuckel 1996 bis 1997 vom Kapellenverein. Am 17. August 1997 wurde die Breunsberger Kapelle Zum guten Hirten mit einem Pontifikalamt durch Weihbischof Helmut Bauer und den evangelischen Stadtdekan Manfred Kießlig feierlich eingeweiht. Die Kapelle ist 9 m lang, 6,75 m breit und bietet 32 Sitzplätze. Der aus Bronze gegossene gute Hirte und das Kreuz stammen von Willibald Blum, die Madonna ist eine Gipskopie einer Madonna von Tilman Riemenschneider. Die Rosette und die sechs Fenster mit biblischen Motiven, welche das Innere der Kapelle in blaues Licht hüllen, wurden von Raphael Seitz gestaltet.

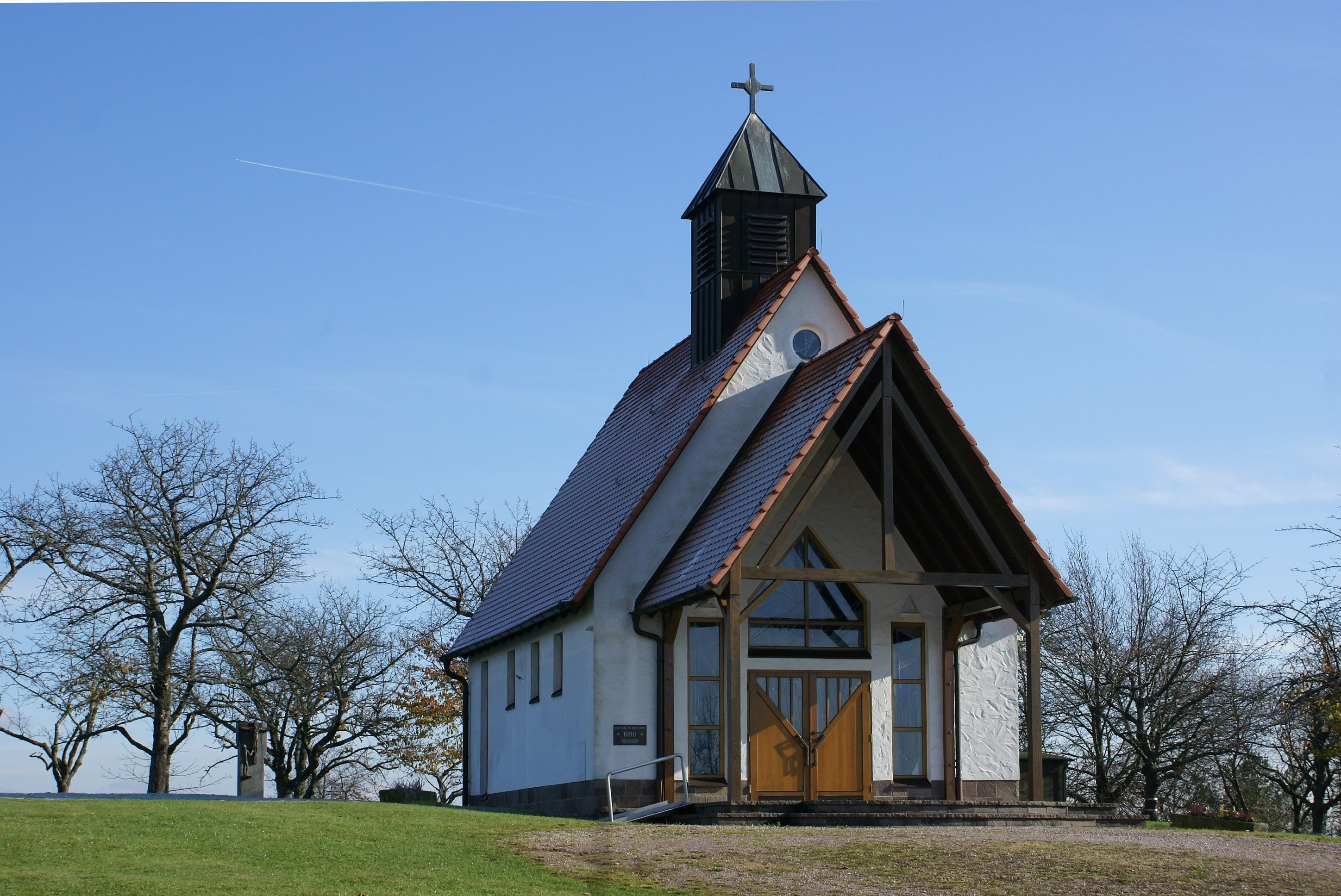
Kapelle in Breunsberg. Ansicht vom Zufahrtsweg
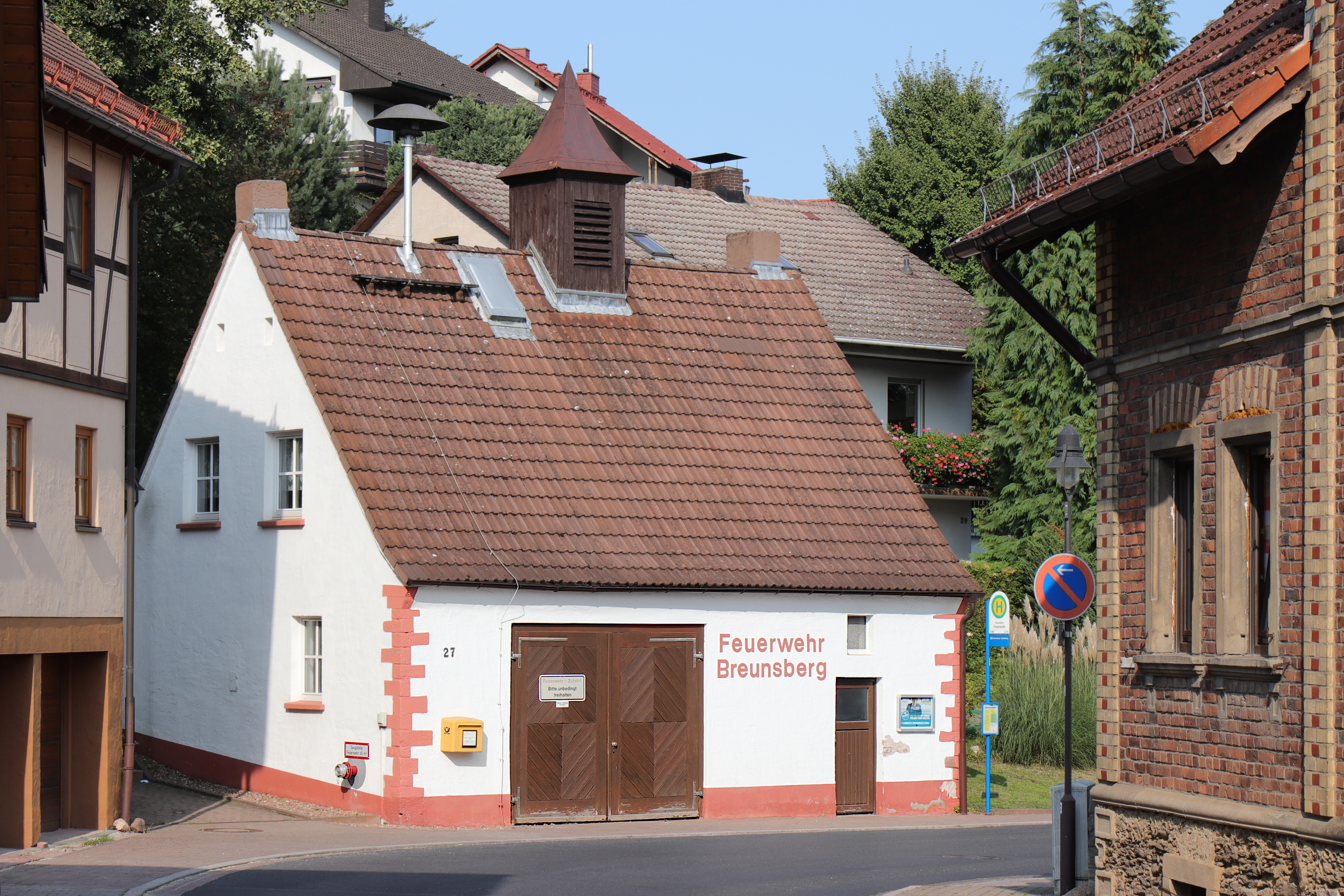
Feuerwehrhaus

## Bürgermeister der früheren Gemeinde Breunsberg
Erster (?) Bürgermeister von Breunsberg war im Jahr 1812 Johann Adam Nohe. Aus dem Jahr 1859 wird vom Bürgermeister Paulus Wombacher berichtet. Ab 1876 lässt sich lückenlos die Bürgermeisterfolge feststellen, so folgte auf den 1876 bis 1881 amtierenden Dahlheimer der Bürgermeister Kremer in den Jahren von 1882 bis 1887. Auf ihn folgten Ott (1888–1893), Georg Reuter (1894–1924), Heinrich Junker (1925–1945) und Wilhelm Reuter (1945–1946). Der letzte Bürgermeister Breunsbergs war Anton Staab. In seine Amtszeit fällt die Errichtung der Breunsberger Schule. Er war bis 1972 im Amt, bis Breunsberg zu Johannesberg eingemeindet wurde.